# یوجینا گیلبرت
یوجینا گیلبرت (انگلیسی: Eugenia Gilbert؛ ۱۸ نوامبر ۱۹۰۲ – ۹ دسامبر ۱۹۷۸) بازیگر اهل ایالات متحده آمریکا بود.
از فیلم‌هایی که وی در آن نقش داشته‌است، می‌توان به هفت شانس و زن جوان بگیر اشاره کرد.